# Tag : Une règle, zéro limite
Pour les articles homonymes, voir Tag.
Pour plus de détails, voir Fiche technique et Distribution.
Tag : Une règle, zéro limite ou Tag au Québec (Tag) est un film américain réalisé par Jeff Tomsic, sorti en 2018.

## Synopsis
Cinq amis d'enfance se lancent chaque année à la même époque dans une féroce compétition de... chat ! Le but du jeu est de toucher leurs concurrents tout en criant « Chat, c'est toi qui y est ! ». Pour cette tradition, ils sont prêts à mettre en jeu leur travail, leur entourage et leur propre vie. Et pour cette nouvelle édition, il ne reste qu'un seul joueur invaincu et celui-ci se marie. Les quatre autres vont tout tenter pour le battre.

## Fiche technique
Sauf indication contraire, les informations mentionnées dans cette section peuvent être confirmées par la base de données cinématographiques IMDb,  présente dans la section « Liens externes ».
- Titre original et québécois : Tag
- Titre français : Tag : Une règle, zéro limite
- Réalisation : Jeff Tomsic
- Scénario : Rob McKittrick et Mark Steilen, d'après l'article de presse It Takes Planning, Caution to Avoid Being It de Russell Adams
- Direction artistique : Priscilla Elliott
- Décors : David Sandefur
- Costumes : Denise Wingate
- Photographie : Larry Blanford
- Montage : Josh Crockett
- Musique : Germaine Franco
- Production : Will Ferrell, Todd Garner, Sean Robins et Mark Steilen

Producteur délégué : Hans Ritter
- Sociétés de production : Broken Road Productions et New Line Cinema
- Société de distribution : Warner Bros. (États-Unis, France)
- Budget : 28 millions $[1]
- Pays d'origine :  États-Unis
- Langue originale : anglais
- Format : couleur — 2,35:1 — son Dolby Digital et Atmos
- Genre : comédie
- Durée : 101 minutes
- Dates de sortie[2] :
  - États-Unis : 15 juin 2018
  - France : 30 août 2018 (VàD)

## Distribution
- Ed Helms (VF : Olivier Cordina ; VQ : Frédéric Paquet) : Hogan « Hoagie » Malloy
- Jeremy Renner (VF : Jérôme Pauwels ; VQ : Jean-François Beaupré) : Jerry Pierce
- Jon Hamm (VF : Jérémie Covillault ; VQ : Patrick Chouinard) : Bob Callahan
- Jake Johnson (VF : Jérémy Prévost ; VQ : Jean-Philippe Baril Guérard) : Randy « Chilli » Cilliano
- Annabelle Wallis (VF : Agathe Cemin ; VQ : Éveline Gélinas) : Rebecca Crosby
- Hannibal Buress (VF : Jean-Baptiste Anoumon ; VQ : Martin Desgagné) : Kevin Sable
- Isla Fisher (VF : Audrey Sablé ; VQ : Véronique Marchand) : Anna Malloy
- Rashida Jones (VF : Anne Dolan ; VQ : Catherine Proulx-Lemay) : Cheryl Deakins
- Leslie Bibb (VF : Julie Cavanna ; VQ : Catherine Hamann) : Susan Rollins
- Brian Dennehy : M. Cilliano
- Sebastian Maniscalco : Pastor
- Lil Rel Howery : Reggie
- Thomas Middleditch (VF : Donald Reignoux ; VQ : Philippe Martin) : Dave
- Nora Dunn : Linda
- Steve Berg (VF : Frédéric Souterelle) : Lou Seibert

Source doublage français : RS Doublage
Source doublage québécois : Doublage.qc.ca 

## Production
L'intrigue s'inspire d'un véritable groupe d'amis qui jouaient durant un mois à Chat perché. Leur histoire avait été racontée dans un article du Wall Street Journal publié en janvier 2013, It Takes Planning, Caution to Avoid Being It de Russell Adams. Le groupe d'amis reçoit ensuite une proposition pour adapter leur histoire au cinéma, ce qu'ils acceptent un mois plus tard. Les acteurs Will Ferrell et Jack Black sont alors envisagés par les producteurs pour les rôles principaux. Ce dernier quitte le projet alors que Will Ferrell en est juste producteur.
Les rôles principaux sont finalement tenus par Ed Helms, Jon Hamm, Jake Johnson et Jeremy Renner. Ce dernier se fracture le poignet gauche et le coude droit au bout de 3 jours de tournage lors d'une cascade ratée. Pour le reste du tournage, l'acteur doit porter des bras recouverts de vert pour permettre de les retoucher grâce aux effets spéciaux numériques en postproduction.

## Sortie et accueil
Le film rencontre un succès commercial modeste, rapportant 75 960 653 $ au box-office mondial, dont 54 160 653 $ en Amérique du Nord pour un budget de production de 28 000 000 $. Pour son premier week-end à l'affiche, il rapporte près de 15 000 000 $, se positionnant en troisième place des meilleures recettes à cette période. Il est resté dans le top 10 des meilleures recettes durant les quatre premières semaines d'exploitation sur le territoire américain.
Le long-métrage obtient un accueil critique mitigé, obtenant un taux d'approbation de 55 % sur le site Rotten Tomatoes, pour 164 critiques collectées et une moyenne de 5,4/10. Le site Metacritic lui attribue un score moyen de 56 sur 100, pour 35 critiques collectées.